# Vorstendom Palts-Mosbach

Kaart van Palts na de deling van 1410.
Vostendom Mosbach

Het vorstendom Palts-Mosbach (Duits: Fürstentum Pfalz-Mosbach) was een land binnen het Heilige Roomse Rijk. Het werd geregeerd door het Huis Palts-Mosbach, een zijlinie van de Paltische tak van het Huis Wittelsbach. Palts-Mosbach ontstond in 1410, na de verdeling van de Keur-Palts onder de vier zonen van Rooms-koning Ruprecht van de Palts. In 1499 stierf het vorstenhuis uit en werd Mosbach opnieuw verenigd met de Keur-Palts.
Palts-Mosbach was het kleinste van de vier vorstendommen die na de deling van 1410 waren opgericht. Het bestond uit verschillende niet aaneengesloten gebieden. Het grootste deel van het vorstendom lag aan de Neckar rond de hoofdstad Mosbach. Kleinere delen lagen meer zuidwestelijk in de Kraichgau rond Sinsheim, langs de Bergstraße en rond Wildberg aan de Nagold.
Na het uitsterven van Palts-Neumarkt in 1448 viel de erfenis aan Palts-Mosbach en Palts-Zweibrücken. Palts-Zweibrücken verkocht zijn aandeel aan Palts-Mosbach, zodat het gehele vorstendom Palts-Neumarkt verenigd werd met Palts-Mosbach.
Na het uitsterven van Palts-Mosbach in 1499 werd al het gebied herenigd met het keurvorstendom van de Palts.

## Vorsten
- 1410 - 1461: Otto I
- 1461 - 1499: Otto II